# Зоофобия (комикс)
Зоофобия (англ. ZooPhobia) — американский веб-комикс, созданный американской художницей Вивьен Медрано, из которого она позже адаптировала для себя персонажей и сюжетные линии, анимационный музыкальный сериал Отель Хазбин. В нём рассказывается о молодой женщине по имени Кэмерон, которая отправляется в межвидовое убежище под названием Тихая Гавань. Две короткометражные фильмы «Зоофобия»: «Сын 666» и «Невезучий Джек» были выпущены в 2013 и 2020 годах соответственно.

## Сюжет
Кэмерон, невротичную молодую женщину, случайно отправляют в остров-убежище под названием Тихая Гавань после того, как она отчаянно просит о работе консультантом. Она обнаруживает, что не может покинуть остров, так как это приведет к потере его магии. На протяжении всего комикса она пытается уменьшить свой страх перед животными (зоофобию) в Тихой Гавани, пытаясь адаптироваться к незнакомой среде, в которую её бросили.

## Персонажи
- Аластор — демонический олень, который позже был удален из «Зоофобии» и помещен в «Отель Хазбин».
- Энджел Даст — демонический паук, который позже был удален из «Зоофобии» и помещен в «Отель Хазбин».
- Отэм — олень, который часто ссорится с Расти.
- Кэмерон' Кэм' Уолден — человеческая женщина, которая случайно попала в Безопасную Гавань. У неё зоофобия, и её страх перед животными мешает ей интегрироваться в общество Тихой Гавани. Она является консультантом в Академии Зоопарка Феникс (ZPA).
- Дэмиан — демон и озорной сын Люцифера, который тайно посещает ZPA.
- Джек — Двоюродный брат Дамиана, суеверный шакал проклятый невезением на вечность, несмотря на то, что он неспособен умереть. Большинство людей избегают его, опасаясь, что его неудача им повредит, но у него есть небольшая группа друзей.
- ДжейДжей («Блю Джей») — любительница вечеринок оборотень девушка.
- КейСи — загадочное, всемогущее существо, которое отправляет Кэмерон в ZPA.
- Кайла — любящая театр кенгуру, студентка ZPA и подруга Зилла.
- Люцифер — лидер преступного мира и отец Дамиана.
- Найтингейл — член отряда оборотней Джей-Джея.
- Рэйвен — член отряда оборотней Джей-Джея.
- Рубен («Расти») — стереотипный хулиган и пёс.
- Робин — член отряда оборотней Джей-Джея.
- Спам — любящая музыку лиса.
- Вэгги — демоница-моль, который позже была удалена из «Зоофобии» и помещена в «Отель Хазбин».
- Ванекса — пессимистичная фиолетовая кошка.
- Зилл — животное неизвестного происхождения. Зилл добр и дружелюбен ко многим, включая своего лучшего друга Джека. Он встречается с Кайлой.

## Награды
Анимационный короткометражный фильм «Невезучий Джек» получил премию Большой Медведицы в категории «Лучший короткометражный драматический фильм» в 2020 году. Награды Большой Медведицы вручаются в области фурри-фандомных работ и являются главными наградами в области антропоморфизма. Этот короткометражный фильм также был включен в список «Рекомендуемых антропоморфных драматических короткометражных работ» на веб-сайте премии Большой Медведицы.